# Дымный порох

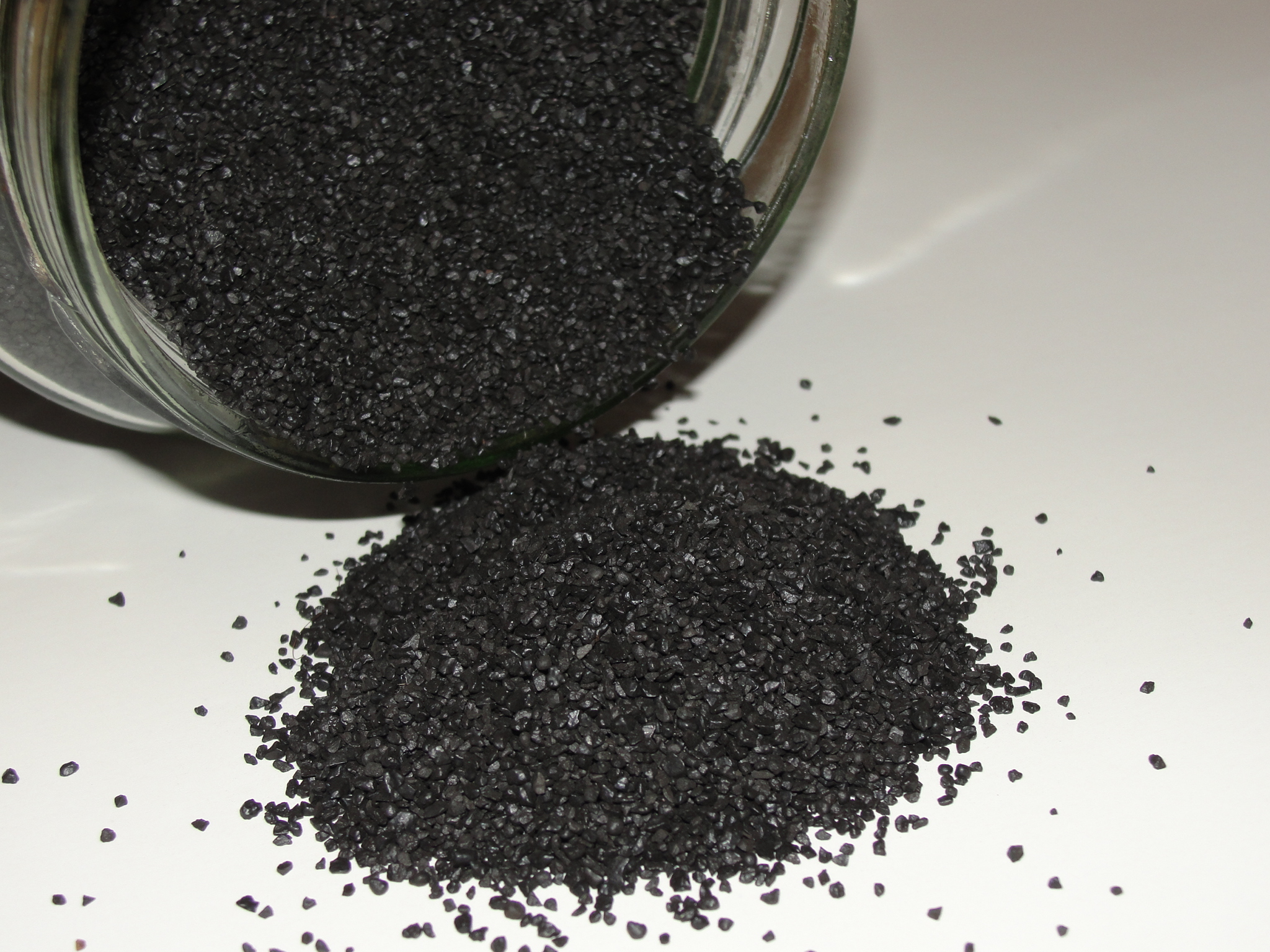
Современный дымный порох российского производства

Ды́мный по́рох (также чёрный порох) — исторически первое метательное взрывчатое вещество (ВВ), состоящее в основном из трёх компонентов: селитры, древесного угля и серы.
Изобретён в Китае, в Средневековье. На протяжении около 500 лет, до середины XIX века, был практически единственным доступным человечеству взрывчатым веществом. К 1890-м годам оказался почти полностью вытеснен из военной сферы более совершенными ВВ; в частности, как метательное вещество уступил место различным видам бездымного пороха. Тем не менее, дымный порох продолжает ограниченно применяться и в настоящее время, прежде всего в пиротехнике. Иногда порох используется как вышибной заряд в некоторых видах боеприпасов и в дистанционных трубках, а также стрелками-любителями и охотниками при ручном снаряжении патронов.
К явным недостаткам дымного пороха при использовании в военном деле относится его весьма малая мощность в сравнении с бездымным порохом (не говоря уже о бризантных ВВ). Кроме того, как следует из названия, при сгорании он образует плотное облако дыма, демаскирующее огневую позицию стрелка или орудия, затрудняющее обзор цели и сектора стрельбы, а также усложняющее визуальный контроль результатов обстрела. Достоинствами чёрного пороха являются чрезвычайно длительный срок хранения, в меньшей степени — слабая чувствительность к изменениям температуры воздуха, сравнительная безопасность для оружия при стрельбе, простота и дешевизна производства.

## История дымного пороха

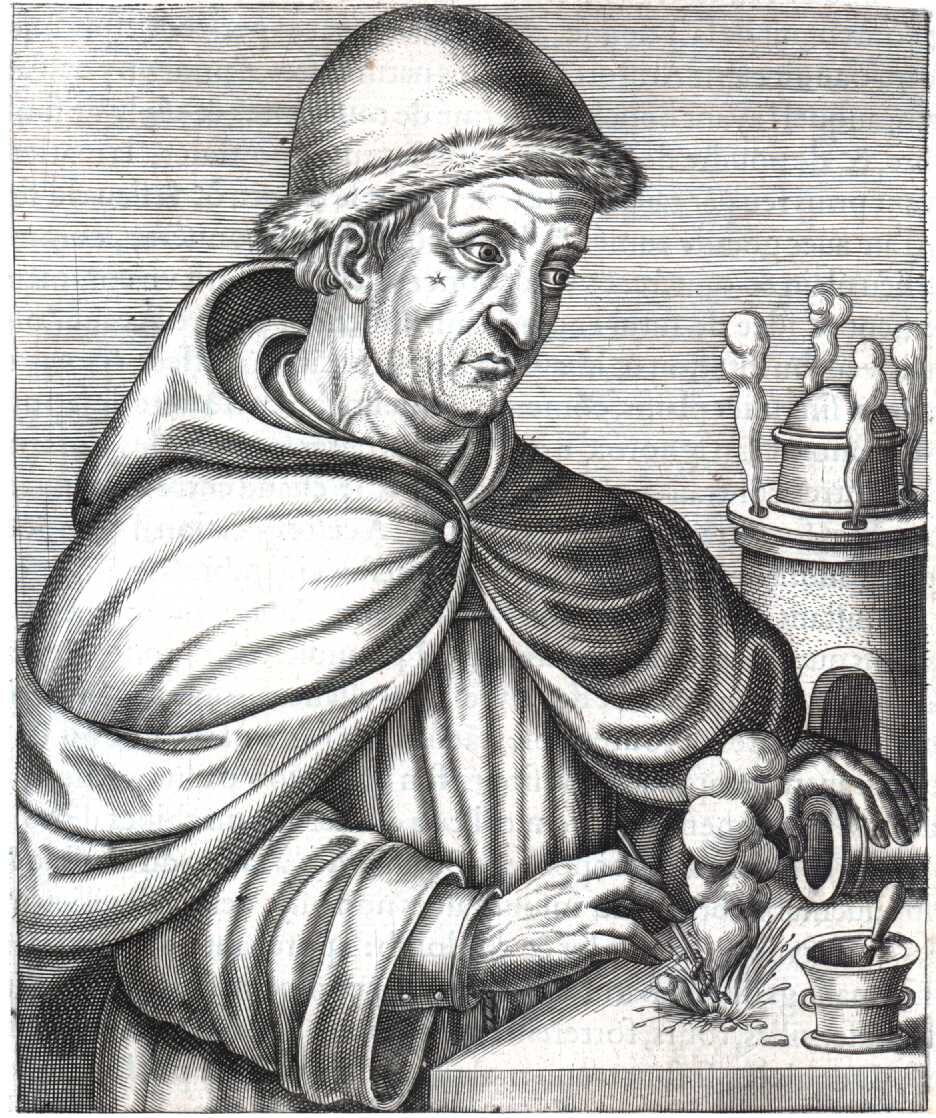
Бертольд Шварц, которому легенда приписывает изобретение пороха в Европе около 1330 года

Считается установленным, что порох был изобретён в Китае, где в виде селитро-серо-угольной смеси был известен уже около X века. Широко известное произведение Ф. Энгельса «Артиллерия», написанное им для американской Новой энциклопедии, содержало такие строки:
В Китае и Индии почва изобилует природной селитрой, и вполне естественно, что местное население рано ознакомилось с её свойствами… Мы не имеем сведений, когда именно стала известна особая смесь селитры, серы и древесного угля, взрывчатые свойства которой придали ей такое огромное значение… У китайцев и индийцев селитру и пиротехнические средства заимствовали арабы.
Сначала дымный порох использовали для увеселительных целей — устройства потешных огней и подобия ракет — и лишь позднее как вещество, пригодное для военных целей. Так, к 1259 году относится описание китайцами одного из первых образцов оружия, использовавшего порох, — «копья яростного огня». От арабов, живших в Испании, знакомство с выработкой и употреблением пороха в течение XIV века распространилось на всю Европу. В Европе, согласно легенде, изобретателем пороха считается немецкий монах Бертольд Шварц, но, очевидно, порох был известен и до него. Так, ещё английский философ и исследователь Роджер Бэкон (ок. 1214 — ок. 1292) писал в своих работах об известном ему взрывчатом веществе, а в его расшифрованном «Послании» (1267) обнаружили описание селитро-серо-угольного состава. Свыше пяти столетий дымный порох был во всём мире единственным метательным и взрывчатым веществом, широко применявшимся как в артиллерийских орудиях и разрывных снарядах, так и в ракетах.

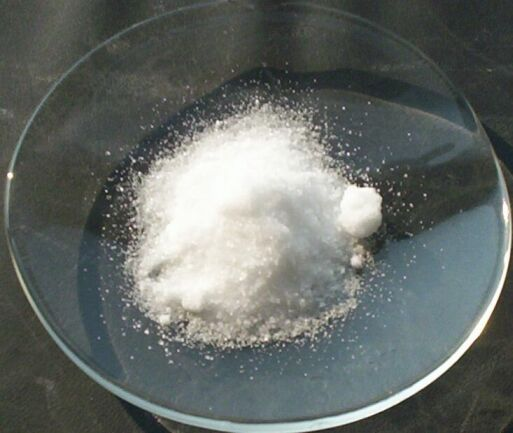
Калиевая селитра — основной компонент дымного пороха

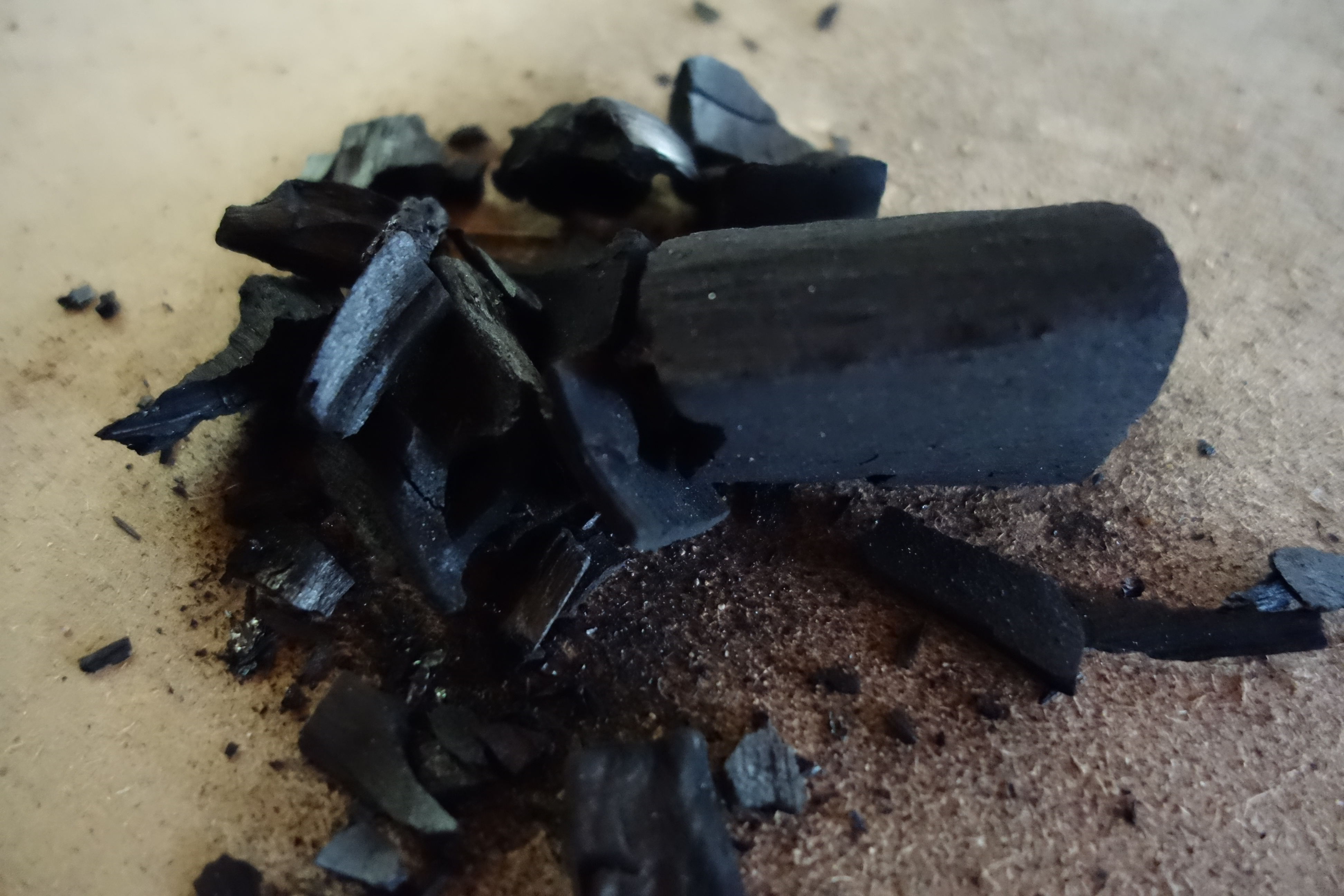
Древесный уголь — второй по массе компонент дымного пороха

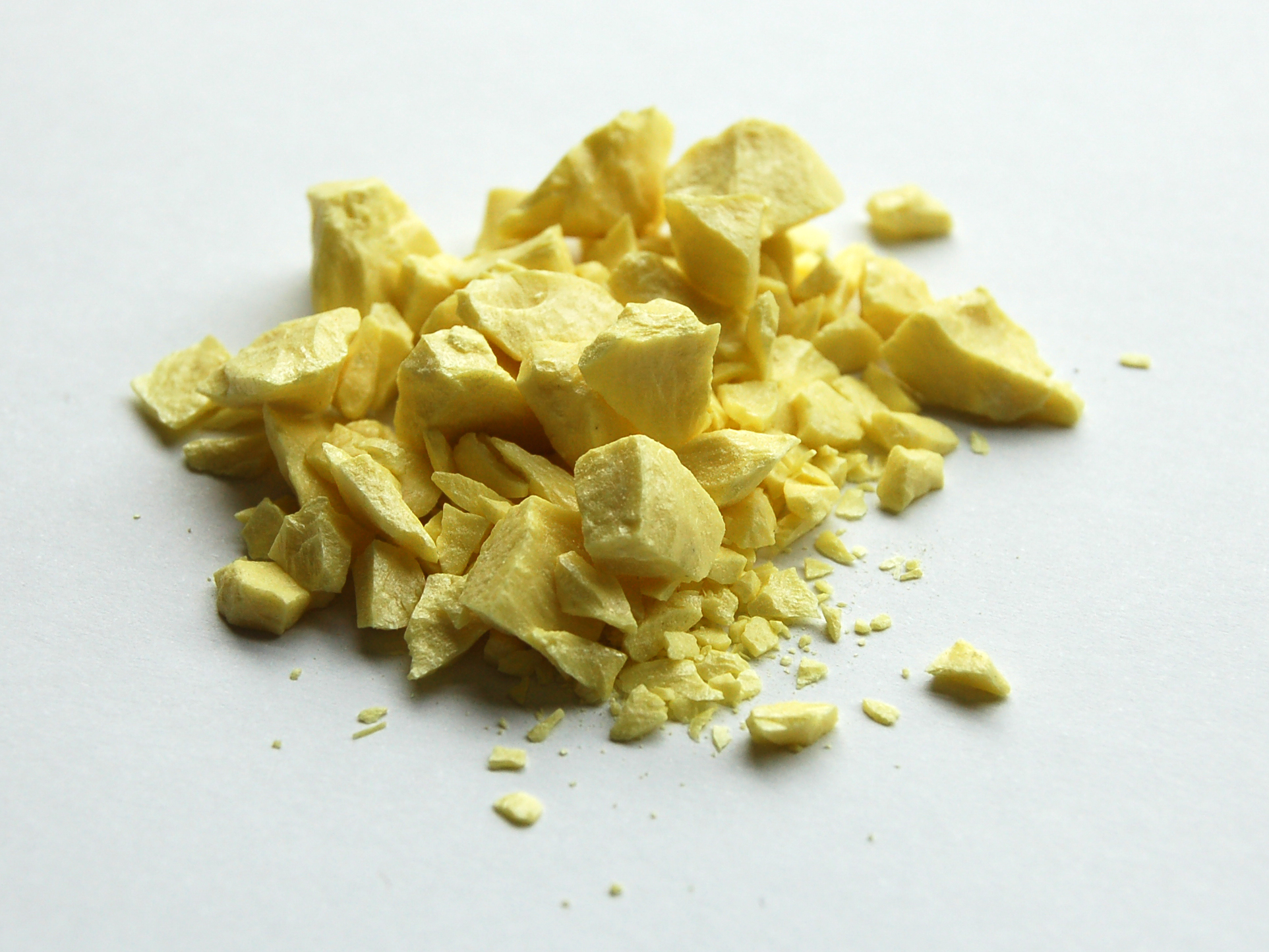
Сера — третий компонент дымного пороха

Первоначально порох представлял собой механическую смесь селитры, угля и серы в виде очень мелкого порошка. Сгорание его было плохо предсказуемым, мелкодисперсный порох вдобавок был небезопасен, поскольку часто приводил к повреждению или разрыву оружейных стволов. Мощность его также оставляла желать много лучшего. Вопрос увеличения мощности пороха был решён, видимо, случайно во время решения другой задачи — снижения гигроскопичности этого вещества. Существовавший в XIV—XV веках пылевидный порох очень быстро подмокал по причине чрезвычайной гигроскопичности селитры и большой площади соприкосновения пороховых частиц с воздухом. Эти проблемы были в значительной степени решены в начале XVI века, когда порох научились гранулировать (зернить, как говорили по-русски). Селитро-серо-угольный порошок, смешивая с водой, превращали в пасту, которую затем сушили в виде комков и по мере необходимости размалывали на зёрна. Это не только повысило безопасность пороха, но и упростило процесс заряжания. Выяснилось также, что гранулы взрываются почти в два раза мощнее, чем пылевидный порох такой же массы. К тому же гранулированный порох, в отличие от мелкодисперсного, не требовал для эффективного воспламенения дополнительного пустого пространства в казённой части ствола — для этого было достаточно зазоров между гранулами. В результате мощность оружия была значительно повышена. В дальнейшем методика грануляции была усовершенствована, пороховую массу стали подвергать прессованию при высоком давлении, а после размола неровные кусочки подвергались полировке, что позволяло получить твёрдые блестящие гранулы.

## Состав и изготовление
Чёрный порох состоит обычно из трёх компонентов: селитры, угля и серы. При сгорании пороха селитра даёт кислород для сжигания угля; сера — цементирует угольно-селитряную смесь. Кроме того, обладая более низкой температурой воспламенения, чем уголь, сера ускоряет процесс воспламенения пороха.
Обычно для изготовления пороха берётся калиевая селитра (нитрат калия), как менее гигроскопичная по сравнению с другими селитрами (например, натриевой). Селитра должна отличаться высокой степенью чистоты — 99,8 %; примесь натриевой селитры по советским нормативам 1920-х годов допускалась не выше 0,03 %. Соединений хлора при расчёте на хлорид натрия допускалось также не более 0,03 %.
В течение длительного времени интенсивно разрабатывались богатейшие залежи натриевой селитры в Чили и калийной селитры в Индии и других странах. Но с давних пор селитру для изготовления пороха получали также искусственно — кустарным способом в так называемых селитряницах. Это были кучи, сложенные из растительных и животных отбросов, перемешанных со строительным мусором, известняком, мергелем. Образовавшийся при гниении аммиак подвергался нитрификации и превращался вначале в азотистую, а затем в азотную кислоту. Последняя, взаимодействуя с известняком, давала Ca(NO3)2, который выщелачивался водой. Добавка древесной золы (состоящей в основном из поташа) приводила к осаждению CaCO3 и получению раствора нитрата калия.
{\displaystyle {\mathsf {Ca(NO_{3})_{2}+K_{2}CO_{3}\rightarrow 2KNO_{3}+CaCO_{3}\downarrow }}}
Древесный уголь для пороха получают путём обжига (пиролиза) несмолистых пород дерева (ольха и особенно крушина) с получением продукта, на 80—90 % состоящего из углерода; применение смолистой древесины отрицательно сказывается на свойствах пороха, да и хвойные породы не склонны к образованию угля. Однако хвойные дрова применяют для инициации процесса горения с последующей засыпкой древесины иных пород при историческом способе производства древесного угля. До XIX века выжигание древесного угля производилось в угольных ямах, не позволявших получать однородный по своим свойствам продукт (ввиду наличия одновременно и недожжённой (не пиролизованной), и пережжённой древесины (то есть золы)). И только внедрение пиролиза в стальных ретортах с водяным замком позволило получать гарантированно качественный уголь, при этом лучшими сортами древесины для получения угля считались бук, граб, дуб для тяжёлых углей и берёза в смеси с осиной для лёгких. В зависимости от наличия древесины той или иной породы в данной местности и развития производства угля формировались национальные требования и особенности производства чёрного пороха, поскольку именно качество древесины и степень обжига угля в значительной степени определяют качество пороха. Чем ниже степень обжига угля, тем меньше скорость его горения, что не всегда отрицательный фактор. Содержание чистого углерода в угле должно быть не менее 75—80 %; известно, что при снижении количества угля в порохе скорость его горения возрастает, но с увеличением процента углерода в угле — уменьшается. В охотничьих сортах чёрного пороха содержание селитры иногда немного увеличивали, например, французский и немецкий охотничьи пороха содержали 78 % селитры, 10 % серы и 12 % угля. В «минных» сортах (для производства взрывных работ), наоборот, содержалось больше серы и угля; например, в России применялась смесь из 66,6 % селитры, 16,7 % серы и 16,7 % угля. Порох, использовавшийся в примитивных ракетах XIX века, давал более высокие показатели импульса при повышенном содержании селитры. И наоборот, при снижении количества селитры в порохе эти показатели снижались. В целом с увеличением количества селитры в порохе возрастает и скорость его горения, но до определённого предела — не выше 80 %.
Что касается серы, то для изготовления пороха применяется сера только кристаллической формы с температурой плавления 114,5°С. По упомянутым нормативам в ней не должно было содержаться соединений кальция, магния и нерастворимых в воде веществ — песка, металла, дерева и т. п.
С 1650 года и до настоящего времени «классический» дымный порох с некоторыми отклонениями имеет следующий состав (по весу): 75 % калиевой селитры, 15 % угля, 10 % серы. Удельная теплота сгорания 2,7-3,0 МДж/кг. Исторически состав пороха претерпевал изменения:
|                | Селитра | Уголь | Сера |
| -------------- | ------- | ----- | ---- |
| Англия, 1250   | 41,2    | 29,4  | 29,4 |
| Франция, 1338  | 50      | н.д.  | 25   |
| Германия, 1595 | 52,2    | 26,1  | 21,7 |
| Франция, 1650  | 75,6    | 13,6  | 10,8 |
| Англия, 1781   | 75      | 15    | 10   |

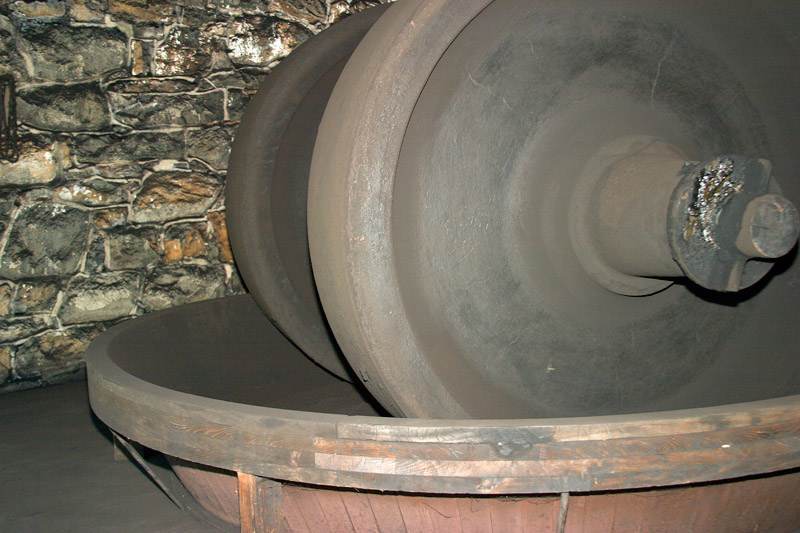
Жёрнов для размолки пороха в музее (США, штат Делавэр)

Во второй половине XIX века и позже различались три основные разновидности военного дымного пороха: чёрный, бурый и шоколадный, в зависимости от степени обжига угля, входившего в состав пороха. Бурый порох также имел пониженное до 5 % содержание серы; баллистические показатели бурого и шоколадного пороха заметно превосходили таковые для обычного чёрного. Известен дымный порох, вовсе не содержавший серы — бессерный.
Изготовление дымного пороха — процесс чисто механический, не включающий осуществление химических реакций. Технологический процесс производства дымного пороха окончательно сформировался в конце XIX века. Стадии в основном стали следующими:
1. Измельчение компонентов (селитры, серы и угля) в металлических бочках с жерновами сферической формы;
2. Приготовление тройной смеси путём смешения компонентов;
3. Смачивание водой;
4. Уплотнение смеси и её прессование в виде «лепёшки» (с 1874 года — методом «горячего прессования», при температуре 100—105° С);
5. Размалывание полученной пороховой «лепёшки» на зёрна требуемого размера. Чем крупнее зерна, тем правильнее они должны быть[19];
6. Отсеивание пыли, полировка зёрен и их сортировка;
7. Перемешивание и фасовка пороха.

Этот процесс сохраняется принципиально неизменным по настоящее время, за исключением применяемых в инструментах материалов.

## Свойства

### Внешний вид и физические свойства
Современный дымный порох для стрелкового оружия представляет собой порошок из гранул (размер зёрен охотничьего пороха — в основном не крупнее 1,25 мм), цвет которого колеблется от сине-чёрного до серо-чёрного (отсюда обиходное название «чёрный порох»). Качественный порох имеет твёрдые, блестящие зёрна, форма которых обычно неправильная, угловатая, хотя лучшие сорта охотничьего пороха могли иметь округлую форму зёрен. Дымный порох для стрелкового оружия сортируется по размеру зёрен, причём более мелкий считается лучшим, обеспечивая более быстрое сгорание заряда.
Плотность дымного пороха может изменяться в пределах 1,6—1,93 г/см³. Гравиметрическая плотность — 0,8—1 кг/л. Артиллерийский дымный порох, применявшийся в прошлом, имел зёрна значительно более крупного размера, достигавшие нескольких мм. В середине XIX века бурый и шоколадный порох для наиболее мощных орудий стал изготовляться с зёрнами призматической или кубической формы с размером граней до 1 см, причём для придания зёрнам «прогрессивной» формы (обеспечивающей при сгорании постоянную или увеличивающуюся относительную площадь поверхности зерна) они часто были перфорированными. Его применение позволило заметно повысить начальную скорость снарядов.
Советские специалисты 1930-х годов давали исчерпывающее описание свойств дымного пороха:
Хороший порох оказывает сопротивление раздавливанию между пальцами, не пачкает рук и, насыпанный на бумагу, совершенно не оставляет пыли. При падении пробы с высоты 1 м на твёрдую поверхность порох не должен давать пыли. Маленькая кучка пороха, зажжённая на бумаге, должна быстро вспыхнуть, давая вертикально поднимающийся дым, причём бумага не должна загореться. Если порох оставляет пятна или частицы твёрдых продуктов горения, то перемешивание состава было недостаточным.

### Процессы при сгорании дымного пороха
При сгорании чёрный порох даёт густой и плотный бело-сизый дым. В прошлом опытный артиллерист мог по цвету и форме дымного облака сделать выводы о качестве пороха (чем гуще дым, тем лучше порох) и его метательных возможностях, в том числе и о существенных характеристиках орудия — примерном калибре и дальнобойности.
Небольшое количество пороха при поджигании даёт вспышку яркого пламени с дымом, но горение большого количества дымного пороха переходит во взрыв. В среднем лишь 40 % его массы превращаются в газообразные вещества и участвуют в выбрасывании снаряда. Остальные 60 % так и остаются твёрдыми частицами, образующими при выстреле густое облако дыма и оседающими в стволе оружия в виде нагара. Во время одного из опытов, проведённых американскими специалистами, при сгорании 82 гранов дымного пороха образовалось 42 грана твёрдых остатков. Газы, образующиеся при сгорании, примерно в 280 раз превышают по объёму количество сгоревшего пороха. Температура вспышки дымного пороха — около 300°С, что выше, чем у многих бризантных веществ. Химические процессы, происходящие при горении чёрного пороха, весьма сложны, так что реакцию его разложения в полном виде практически невозможно представить одним уравнением. Тем не менее, очень приблизительно его горение происходит в следующем виде:
1. При нагревании пороха селитра разлагается с выделением кислорода. Далее кислород окисляет серу и уголь, входящих в состав дымного пороха:
{\displaystyle {\mathsf {2KNO_{3}+3C\rightarrow K_{2}CO_{3}+N_{2}\uparrow +CO\uparrow +CO_{2}\uparrow }}}
Это реакция взаимодействия селитры с углём в порохе;
2.
{\displaystyle {\mathsf {2KNO_{3}+S\rightarrow K_{2}O+N_{2}\uparrow +SO_{2}\uparrow }}}
Это реакция взаимодействия селитры с серой. K2CO3 как раз и есть тот самый карбонат калия, о котором упоминают авторы данной статьи.
Количество азота в пороховых газах достигает трети. Кроме того, образуется угарный газ. Твёрдые остатки, помимо сульфида калия, — это, прежде всего, карбонат калия, сульфат калия и чистый углерод в виде сажи.

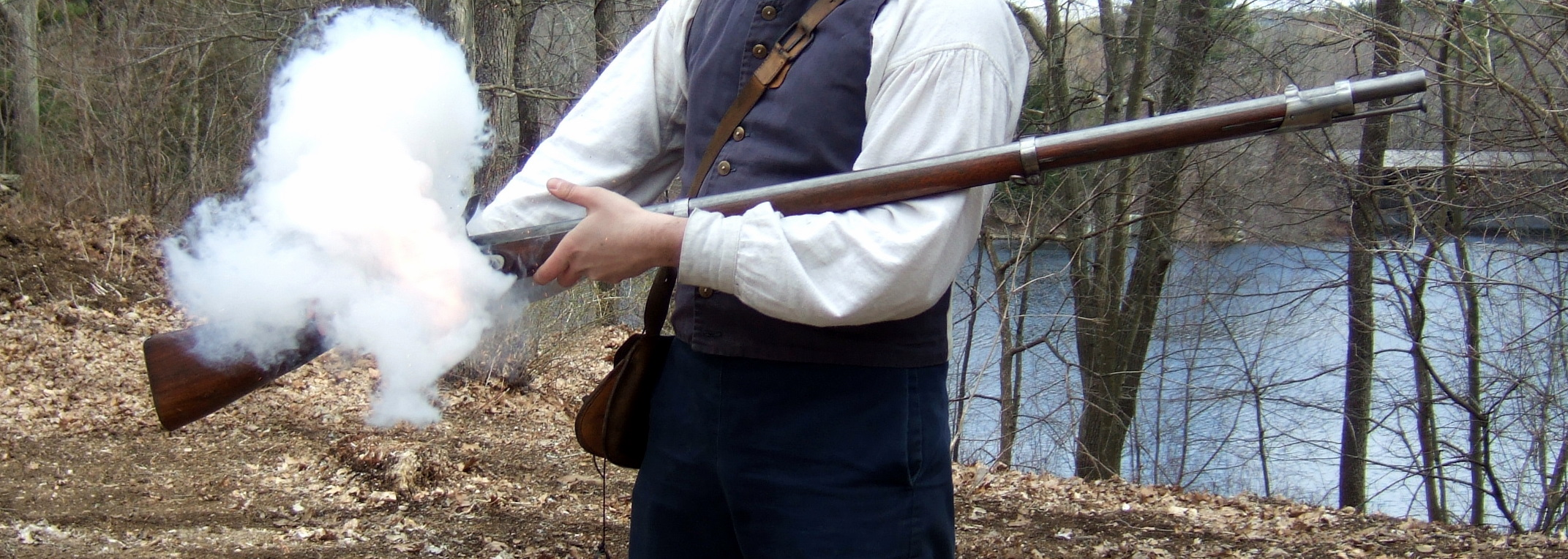
Вспышка дымного пороха на по́лке любительского мушкета современного производства

Дымный порох способен создать максимальное давление в стволе не более 600 кг/см². При этом начальная скорость полёта пули или снаряда при использовании дымного пороха практически не может превысить 500 м/с, а в гладкоствольных охотничьих ружьях она ещё меньше — не выше 350 м/с. При выстреле обычно не весь порох успевает сгорать в стволе даже при хорошем снаряжении патрона. Поэтому стрелковое оружие, рассчитанное на стрельбу дымным порохом, как правило, имеет более длинный ствол, чтобы обеспечить максимальную сгораемость заряда. Характер горения дымного пороха значительно зависит от плотности заряжания, то есть от степени прессовки заряда.

### Достоинства и недостатки

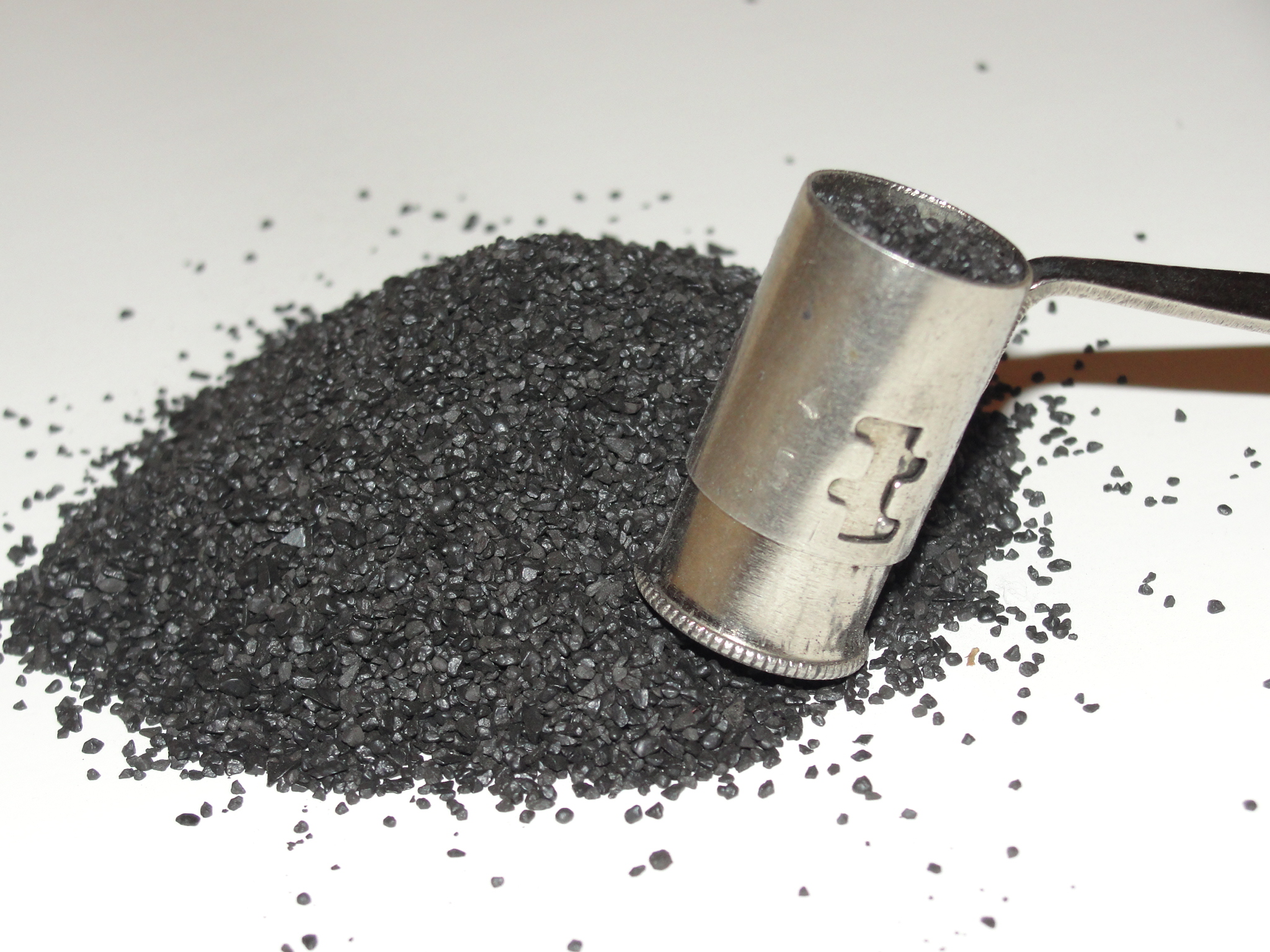
Охотничий дымный порох и объёмная мерка для отмеривания зарядов

Одной из наиболее заметных отрицательных черт дымного пороха является выделение при сгорании большого количества дыма, которое демаскировало орудие или стрелка и сильно затрудняло наблюдение за целью. Даже в современных условиях, при использовании дымного пороха на охоте, он не всегда удобен — в случае выстрела в тихую и влажную погоду или в зарослях дым может полностью скрыть цель. В отношении своей чувствительности к удару и трению дымный порох принадлежит к числу наиболее безопасных в обращении взрывчатых веществ, однако это его свойство нельзя переоценивать. Во время опытов падение на порох металлического шара весом в 10 кг с высоты более 45 см вызывало взрыв, хотя при меньших значениях высоты и веса шара взрыв не происходил. Удар пули в массу дымного пороха со скоростью выше 500 м/с обычно также вызывает взрыв. Дымный порох — одно из наиболее чувствительных к огню взрывчатых веществ. С одной стороны, это повышает требования безопасности при обращении с ним, поскольку он может вспыхнуть даже от малейшей искры, образующейся при случайном ударе двух металлических предметов. С другой стороны, такое свойство облегчает его воспламенение в боеприпасах.
Дымный порох при выстреле значительно безопаснее бездымного: даже если патрон по какой-то причине содержит двойное количество дымного пороха, стрельба им не приведёт к разрыву ствола оружия (что часто случается при превышении установленной навески бездымного пороха). Соответственно, при ручном снаряжении патронов дымный порох не требует точной навески с применением аптекарских весов, достаточно использования объёмной мерки. Определённую опасность, однако, представляет возможное наличие в заряде пороховой пыли, которая может привести к взрывному горению пороха. К недостаткам дымного пороха следует отнести также громкий звук выстрела и повышенную отдачу.
Возможно, важнейшее достоинство дымного пороха — долговечность при хранении. При соблюдении надлежащих условий (полная изоляция от влажности, хранение при постоянной невысокой температуре) он может сохранять свои свойства практически неограниченное время, в отличие от бездымных порохов, срок хранения которых не превышает нескольких лет.
Дымный порох весьма гигроскопичен. Он способен впитывать влагу из воздуха со скоростью 1 % в сутки. Когда его влажность превысит 3 %, он становится непригоден к использованию, поскольку воспламеняется с трудом; при влажности около 15 % он совершенно теряет способность к воспламенению. Будучи подмоченным, дымный порох навсегда теряет свои свойства. При высушивании они не восстанавливаются, поскольку из подмоченного пороха выщелачивается селитра. Наличие в массе пороха комков слипшихся зёрен обычно служит признаком того, что порох был подмочен. Тем не менее, незначительное содержание влаги в порохе является нормой и обычно составляет 0,7—1 %.
Высокая способность, с одной стороны, к подмоканию в силу высокой гигроскопичности (со снижением метательной способности), а с другой стороны — крайняя горючесть и склонность в ряде случаев к самовозгоранию накладывали существенные ограничения на хранение и использование чёрного пороха, особенно на кораблях. Лучшим средством сбережения пороха считалось помещение его в провощённом пергаменте или холщовом мешке внутрь дубового бочонка, осмолённого снаружи, со складированием таких бочонков в сухом месте.

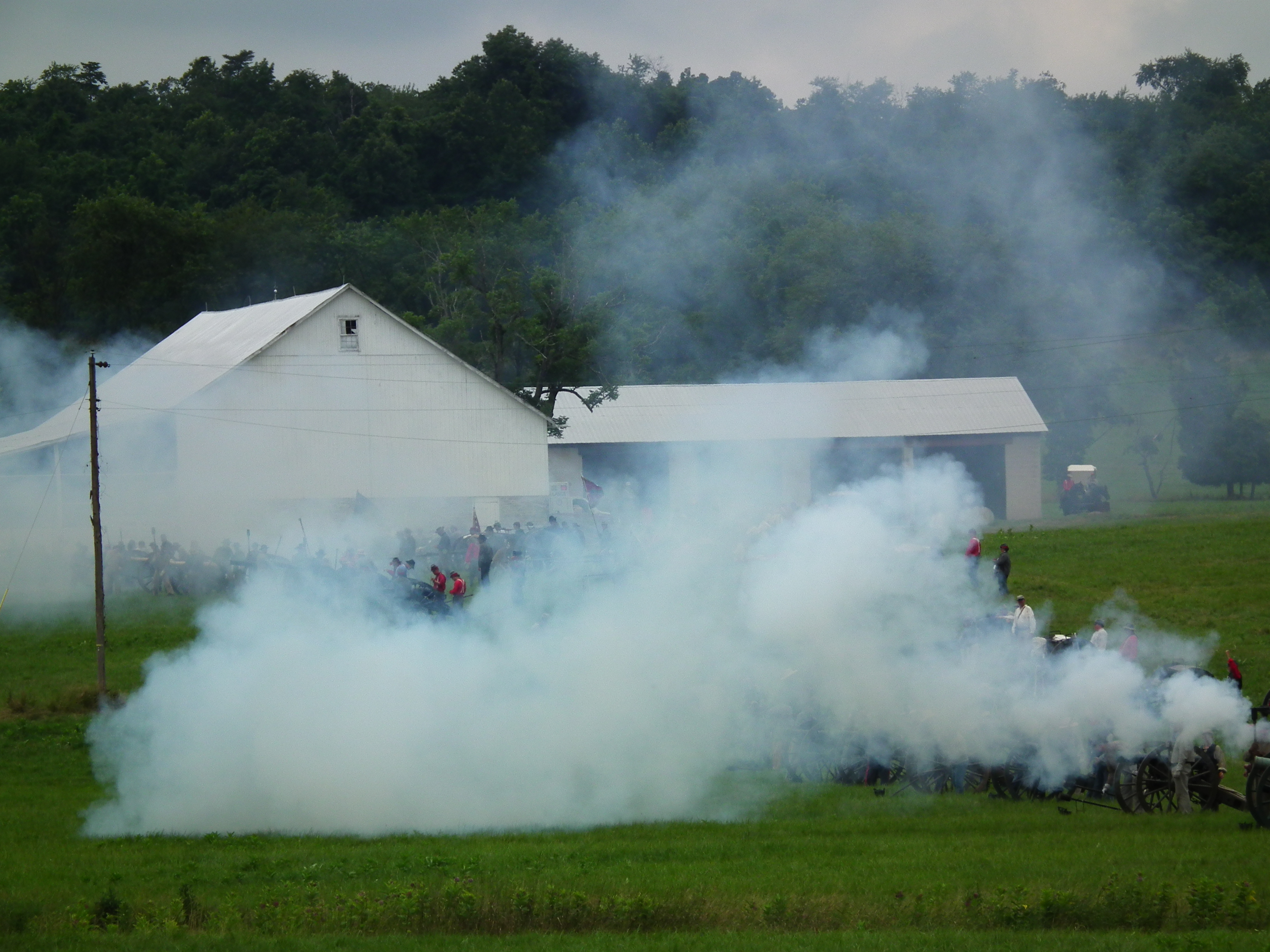
Один из главных недостатков дымного пороха отражается в его названии; задымление после первого же залпа делает второй залп нецелесообразным

Также к числу недостатков чёрного пороха относится выброс большого количества медленно горящих фрагментов при выстреле, что может вызвать возгорание легковоспламеняющихся материалов, а не полностью сгоревший порох оседает на частях оружия, включая прицельные приспособления, и ином снаряжении, что требует их чистки. Кроме того, при заряжании оружия имеется риск воспламенения заряжаемого пороха от соприкосновения с тлеющими частицами, оставшимися в стволе. Именно поэтому в большинстве артикулов и наставлений по стрельбе содержался запрет на заряжание оружия прямо из пороховницы — разрешено было заряжание только «с патрону» заранее отмеренного количества пороха, достаточного для выстрела, находящегося в картузе. Однако в артиллерии в условиях, в частности, морского боя данная проблема не была полностью решена, и во время серии залпов существовал риск воспламенения картузов с порохом при заряжании орудия, что неоднократно приводило к катастрофам.
Сильная зависимость горения дымного пороха от давления окружающего воздуха затрудняет его применение в зенитных боеприпасах, взрывающихся на высоте с давлением значительно ниже нормального атмосферного. При опытах выяснилось, что при давлении около 450 мм рт. ст. начинается частичное затухание горящего дымного пороха в дистанционных трубках (гаснет порох примерно в 20—30 % трубок), а при давлениях ниже 350 мм все трубки затухают. Скорость горения дымного пороха, запрессованного в дистанционные трубки, при сжигании на воздухе — 8—10 мм/с. Но при этом дымный порох практически нечувствителен, в отличие от бездымного, к изменениям температуры воздуха.

## Применение
Дымный порох был исторически первым взрывчатым веществом и оставался единственным ВВ, использовавшимся и для метания снарядов, и как бризантное вещество. Такое положение сохранялось до изобретения иных ВВ в середине XIX века. С появлением бездымных порохов чёрный порох оказался быстро вытеснен ими и как метательное вещество. В 1890-е годы новые образцы стрелкового оружия и артиллерии армий передовых в военном отношении государств стали производиться в расчёте на использование только бездымного пороха. В Российской империи бездымный порох был утверждён как стандартный для трёхлинейных винтовок образца 1891 года и орудий полевой, горной, крепостной, осадной и береговой артиллерии приказом по артиллерии от 6 февраля 1895 года.
Однако из военной сферы дымный порох не был исключён полностью. Он нашёл применение как метательное вещество в различных видах реактивного оружия — например, вышибной заряд немецкого ручного гранатомёта «Панцерфауст» образца 1942 года состоял из ружейного дымного пороха. Точно так же чёрный порох использовался в первых советских гранатомётах РПГ-1 (не пошедшем в серийное производство) и РПГ-2, который находился на вооружении не только СССР, но и других стран. 5-граммовый заряд дымного пороха используется, например, в болгарской противопехотной выпрыгивающей мине ПСМ-1 и служит для её выбрасывания из грунта.
Пороховые элементы, изготовленные из дымного пороха и имеющие плотность 1,65 г/см³ и ниже, горят незакономерно, то есть не параллельными слоями. Но если порох уплотнён до 1,8 г/см³ и выше, он горит параллельными слоями и очень удобен, благодаря высокой чувствительности к лучу пламени, для использования во взрывателях для передачи огня основному заряду ВВ, в дистанционных трубках и т. д. Благоприятным фактором является и сравнительно малое количество выделяемых при его сгорании газов, что позволяет использовать его в замкнутых трубках без опасности их разрыва. Дымный порох может использоваться также в капсюльных втулках артиллерийских патронов для усиления инициирующего луча пламени.
В настоящее время в гражданской сфере дымный порох применяется в пиротехнике, при изготовлении огнепроводных шнуров и при некоторых видах взрывных работ по добыче дорогого камня. Он до сих пор не утратил значение для стрелков-любителей и охотников, иногда снаряжающих патроны дымным порохом.
В Европе и США существуют общественные организации, популяризирующие охоту и спортивную стрельбу с использованием именно чёрного пороха, дульнозарядного и иного исторического оружия. Данное направление приобретает с каждым годом всё большую популярность, так как придаёт охоте необходимый элемент случайности, полностью убранный современным дальнобойным оружием, средствами связи и наблюдения. Во многих странах существуют национальные ассоциации любителей стрельбы с использованием чёрного пороха. Кроме того, широкомасштабные исторические реконструкции и киносъёмки не обходятся без применения чёрного пороха. Правовой режим изготовления и продажи чёрного пороха различается в зависимости от страны: в большинстве стран Европы чёрный порох производится заводским способом на основании специального разрешения и продаётся в охотничьих магазинах на основании лицензии и с ограничением по количеству. Оружие, рассчитанное на его применение, продаётся, перевозится, используется и хранится без ограничений; но существует и обратный порядок: оружие по лицензии на общих основаниях, а порох — свободно при наличии лицензии на оружие. В США Актом по контролю над оружием 1968 года кремнёвые, капсюльные, дульнозарядные и т. п. системы оружия, использующие дымный порох, признаются антиквариатом, их оборот не подпадает под действие законодательства об оружии.

## Дымный порох в истории и культуре

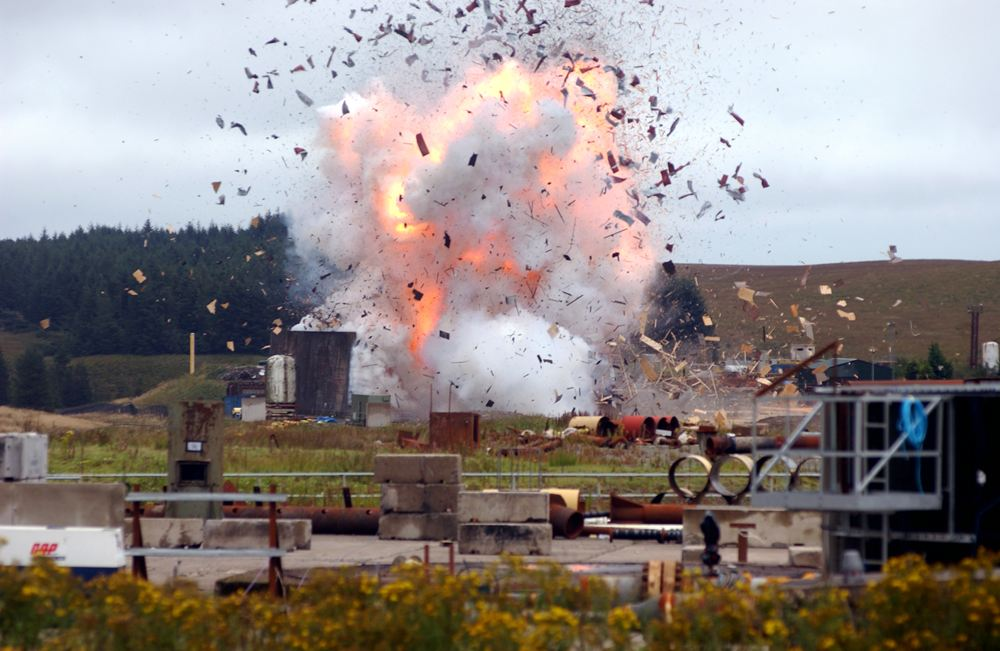
Экспериментальный взрыв дымного пороха в количестве, равном тому, что предполагалось использовать при пороховом заговоре

Во всех без исключения произведениях, написанных до появления бездымных порохов, в случае, если речь идёт о порохе, имеется в виду дымный порох. При описаниях сражений часто указывается на плотные облака дыма, застилавшие поле боя. Некоторые авторы классических произведений придавали описанию пороха особое значение. Так, Жюль Верн в романе «С Земли на Луну прямым путём за 97 часов 20 минут» (1865 год) уделил дискуссии о порохе заметное место:
Для заряда своей колумбиады, — продолжал майор, — Родман употреблял крупный порох с зёрнами величиной в каштан; входивший в его состав уголь приготовлялся из древесины ивы, которую пережигали в чугунных котлах. Этот порох твёрд на ощупь, блестящ, не оставляет никакого следа на руке, содержит значительное количество водорода и кислорода, воспламеняется мгновенно и, несмотря на свою разрушительную силу, почти что не засоряет орудие.
Дымный порох обладает резким солоноватым вкусом, благодаря чему его иногда использовали вместо соли. Это отмечено в романе Л. Н. Толстого «Война и мир».
Лошадиное мясо было вкусно и питательно, селитренный букет пороха, употребляемого вместо соли, был даже приятен.
Однако известно, что употребление пороха в пищу нередко вызывало отравления. Существует мнение[чьё?], что предубеждение европейских народов в отношении поедания конины связано с тем, что солдаты наполеоновской армии при отступлении из Москвы посыпали порохом вместо соли мясо павших лошадей. Это приводило к частым случаям интоксикации.
Интересен способ употребления пороха, рекомендованный главным героем повести Н. В. Гоголя «Тарас Бульба». Тарас советовал, в случае лёгкого ранения, во избежание лихорадки «размешать заряд пороху в чарке сивухи» и выпить.
В мировую историю вошло немало случаев, когда детонация дымного пороха (или её попытка) оказывала важное воздействие на общественную жизнь. Хорошо известен знаменитый пороховой заговор 1605 года в Лондоне, когда заговорщики неудачно попытались уничтожить британский Парламент вместе с королём Яковом I, заложив под Вестминстерский дворец 36 бочонков чёрного пороха.